# Karstgrundwasserleiter
Karstgrundwasserleiter sind ein Sonderfall der Grundwasserleiter in verkarsteten Festgesteinskörpern, wo sich Wasser in Hohlräumen unterschiedlicher Querschnitte und Größen als sein Wasserkörper bewegt.

## Beschreibung
In wasserlöslichen Gesteinseinheiten (z. B. Kalkstein, Dolomit oder Evaporite) bilden sich durch von der Gesteinsoberfläche eindringendes Wasser infolge chemischer Lösungsvorgänge Hohlräume mit stark variierender räumlicher Ausprägung, worauf die Verkarstung beruht. Diese Erosionstätigkeit des Karstwassers schuf eine Vielfalt an Hohlräumen, die oberirdisch beispielsweise als Schluchten, Karren und Schlundlöcher sowie unterirdisch als Spalten, Kamine, stollenartige Aushöhlungen und solche in anderer Form ein miteinander verflochtenes System bilden. Diese Raumstrukturen erstrecken sich im von der Verkarstung betroffenen Gesteinskörper horizontal, senkrecht und mit vielen Neigungen. Der Querschnitt der Hohlräume kann in kurzen Abständen variieren.
Durch diese Hohlräume kann Grundwasser gut fließen. In Karstgrundwasserleitern erreicht das Karstwasser meist sehr hohe Fließgeschwindigkeiten. Aufgrund dieser hohen Geschwindigkeit, aber auch wegen der weiten Öffnungsquerschnitte der Karstkanäle und der Karströhren ist die Selbstreinigung bei der Untergrundpassage nur sehr gering. Entsprechend sind Karstgrundwasserleiter und das in ihnen fließende Wasser teilweise nicht ausreichend gegen Einträge (z. B. aus Gülle oder Abwasserkanälen) geschützt, was eine Wassergewinnung aus ihnen vor Herausforderungen stellt bzw. aufwändig macht.
Karstgrundwasserleiter kommen z. B. in der Schwäbischen Alb, den Gäulandschaften oder der Fränkischen Schweiz in Süddeutschland, aber auch auf der Paderborner Hochfläche, im Südharzer Gipskarstgebiet und in anderen Teilen Norddeutschlands vor.
Die vom Karstwasser aus den Karstgrundwasserleitern gespeisten Karstquellen sind teilweise sehr ergiebig, so dass sie den Ursprung von breiten Bächen oder sogar Flüssen bilden können (z. B. Source de la Sorgue bei Fontaine-de-Vaucluse, Rinquelle, Kläfferquelle, Aachtopf). Wie bei anderen Karstgewässern kann die Ergiebigkeit aber saisonal stark schwanken.

## Geschichte der Erforschung
Die ersten Arbeiten über die hydrologischen Zusammenhänge in Karstgebieten stammen von Alfred Grund aus dem Jahre 1903. Diese betrachtete das einsickernde Wasser als Zulauf zu einem Wasserkörper, der sich in diesen Gesteinskomplexen in Ruhe ansammelt und so lediglich einen von Witterungsereignissen abhängigen stillen Spiegel über den tieferen Hohlräumen bildet. Diese Theorie wurde von anderen Karstforschern heftig diskutiert. Friedrich Katzer widersprach 1905 diesen Annahmen und ging von selbständig fließenden Wasserläufen in unterirdischen Kanälen und anderen Hohlräumen aus. Dieser Auffassung schlossen sich 1910 Lukas Waagen und 1913 Hermann Bock an. Deutlich kritischere Positionen zu Grunds Auffassungen bezogen die Karstforscher Édouard Alfred Martel, Jovan Cvijić und Emil Prinz, die als entscheidendes Kriterium die Art der unterirdischen Wasseransammlung im Karstgestein (Porensysteme, Höhlensysteme) sahen und nicht die Frage, ob es sich hier um bewegte oder stille Karstwässer handle.